# David Arias
David Arias Pérez OAR (ur. 22 lipca 1929 w Mataluenga w Hiszpanii, zm. 9 maja 2019 w Teaneck) – amerykański duchowny katolicki pochodzenia hiszpańskiego, biskup pomocniczy Newark w latach 1983–2004.

## Życiorys
Święcenia kapłańskie otrzymał w dniu 31 maja 1952 roku w zgromadzeniu augustianów rekolektów. 
25 stycznia 1983 roku papież Jan Paweł II mianował go biskupem pomocniczym Newark ze stolicą tytularną Badiae. Sakry udzielił mu ówczesny zwierzchnik archidiecezji abp Peter Leo Gerety. Na emeryturę przeszedł 21 maja 2004 roku.